# Kurt Ward
Kurt Ward, född 1925 i Norrköping, död 17 oktober 1984, var en svensk redaktör och politiker (socialdemokrat).

## Biografi
Ward började som journalist på Smålands Folkblad och rekryterades till SSU:s förbundsexpedition för att bli redaktionssekreterare för tidningen Frihet. Efter det blev han föreståndare på SSU:s förbundsskola Bommersvik, en tjänst som han innehade 1956-1958.
Han var ordförande i SSU 1958-1961 och därefter började han arbeta för tidningen Nyheterna i Helsingborg fram till dess nedläggning. Efter det blev han landstingsråd i Malmöhus län. Han var ordförande i Landstingsförbundet 1981 samtidigt som han var ordförande i Skånes partidistrikt och medlem i socialdemokraternas verkställande utskott. I båda fallen efterträddes han vid sin död av Frans Nilsson. Dottern, Maria Ward, är vice ordförande i Helsingborgs kulturnämnd för Socialdemokraterna.